# Джастис, Коди
Коди Эндрю Джастис (англ. Kodi Andrew Justice; род. 3 апреля 1995, Меса, штат Аризона, США) — американский профессиональный баскетболист, играющий на позиции атакующего защитника.

## Карьера
С 2014 по 2018 играл в NCAA за команду университета штата Аризона.
В 2018 году Джастис начал профессиональную карьеру в «Парме». 10 октября 2018 года Джастис дебютировал в официальных играх за пермский клуб. 4 очка Коди помогли «Парме» в 1 туре Единой лиги ВТБ одолеть рижский ВЭФ (80:76).
16 декабря 2018 года, точное 3-очковое попадание Джастиса за 19,3 секунды до конца матча Единой лиги ВТБ с казанским УНИКСом принесло «Парме» первую в истории победу на казанским клубом (68:66).
В конце февраля 2019 года Джастис и пермский клуб расторгли контракт по обоюдному согласию. В составе команды Коди провёл 17 матчей в Единой лиге ВТБ и в среднем набирал 10,6 очка, 2,3 передачи и 1,6 подбора.
Свою карьеру Джастис продолжил в «Зелёна-Гуре».
В августе 2019 года Джастис перешёл в «Триест». В 11 туре чемпионата Италии Коди был признан «Самым ценным игроком». В игре против «Тревизо» (69:61) он набрал 24 очка, 6 подборов и 6 передач.

## Личная жизнь
Джастису поставили диагноз — дислексия. Публично об этом стал известно на первом курсе обучения Коди в колледже.

## Достижения
- Чемпион Польши: 2021/2022
- Чемпион Хорватии: 2020/2021
- Обладатель Кубка Крешимира Чосича: 2020/2021